# Matthias Setzler
Matthias Setzler (* 1975) ist ein deutscher Verleger. Er ist, gemeinsam mit Vanessa Hofferbert, Geschäftsführer der Münchner Verlagsgruppe, zu der sieben publizistisch unabhängige Verlage (Imprints) gehören, darunter der Audio Verlag München, der FinanzBuch Verlag, der Lago Verlag, der mvg Verlag, der Redline Verlag und der riva Verlag.

## Leben
Setzler studierte unter anderem Geschichtswissenschaft in Bamberg, bevor er nach verschiedenen Tätigkeiten bei der Münchner Verlagsgruppe einstieg, wo er zunächst als Pressesprecher tätig war. Seit 2011 steht er der Verlagsgruppe als Verleger, seit 2017 zusätzlich als Geschäftsführer vor. Im gleichen Jahr wurde der Verlag in den schwedischen Medienkonzern Bonnier integriert. Unter Setzlers Führung entwickelte sich das Verlagshaus zu einem der wichtigsten deutschen Sachbuchverlage, das Imprint FinanzBuch Verlag wurde – u. a. mit Autoren wie Elon Musk und Marc Friedrich – zum größten deutschen Wirtschaftsverlag.